# Бидуан, Неза
Неза Бидуан (араб.  نزهة بدوان ‎; 18 сентября 1969, Рабат) — бывшая марокканская легкоатлетка, специализировавшаяся в беге на 400 метров с барьерами. Двукратная чемпионка мира, призёр Олимпийских игр.

## Биография
Первой крупной победой в карьере Бидуан стала победа на Средиземноморских играх 1991 года в Афинах. В 1992 году она дебютировала на Олимпиаде, где принимала участие в беге на 400 метров с барьерами. Она смогла пробиться в полуфинал, но там показала пятое время в забеге и не смогла пробиться в решающий забег и побороться за медали.
В 1997 году на чемпионате мира марокканка завоевала золотую медаль, а спустя два года завоевала серебро на той же дистанции 400 метров с барьерами. На Олимпиаде в Сиднее Бидуан выиграла свой предварительный забег, стала второй в полуфинале, а в решающем забеге стала третьей, завоевав бронзовую медаль.
На чемпионате мира 2001 года в канадском Эдмонтоне марокканка вновь выиграла, став двукратной чемпионкой мира. На церемонии открытия афинской Олимпиады Бидуан несла флаг Марокко, но на соревнованиях выступила неудачно — с результатом 55.69 она заняла третье место в своём забеге и выбыла из борьбы за медали уже в первом раунде.
Муж Бидуан — Абдель Азиз Шахир также легкоатлет, бегун на средние дистанции, участник двух Олимпиад.